# عبد الوهاب المسيري
عبد الوهاب محمد المسيري (أكتوبر 1938 - 3 يوليو 2008)، مفكر وعالم اجتماع مصري مسلم، وهو مؤلف موسوعة اليهود واليهودية والصهيونية أحد أكبر الأعمال الموسوعية العربية في القرن العشرين. الذي استطاع من خلالها برأي البعض إعطاء نظرة جديدة موسوعية موضوعية علمية للظاهرة اليهودية بشكل خاص، وتجربة الحداثة الغربية بشكل عام، مستخدماً ما طوره أثناء حياته الأكاديمية من تطوير مفهوم النماذج التفسيرية، أما برأي البعض الآخر فقد كانت رؤيته في موسوعته متحيزة لليهود، ومتعاطفة إلى حد كبير مع مواقفهم تجاه غير اليهود، بل وصفها البعض بأنها تدافع عن اليهود.

## بدايته
ولد عبد الوهاب المسيري في مدينة دمنهور في مصر في تشرين أول عام 1938. تلقى تعليمه الأولي (الابتدائي والثانوي) في مقر نشأته. في عام 1955 التحق بقسم اللغة الإنجليزية كلية الآداب جامعة الإسكندرية وتخرج عام 1959 وعين معيداً فيها عند تخرجه. سافر إلى الولايات المتحدة عام 1963 حيث حصل على الماجستير في الأدب الإنجليزي المقارن من جامعة كولومبيا بمدينة نيويورك عام 1964، وعلى الدكتوراه من جامعة رتجرز بنيوجيرزي عام 1969.
عند عودته إلى مصر قام بالتدريس في جامعة عين شمس وفي عدة جامعات عربية من أهمها جامعة الملك سعود (1983 ـ 1988)، كما عمل أستاذا زائرا في أكاديمية ناصر العسكرية، والجامعة الإسلامية العالمية (ماليزيا)، وعضو مجلس الخبراء في مركز الأهرام للدراسات السياسية والاستراتيجية (1970 ـ 1975)، ومستشارا ثقافيا للوفد الدائم لجامعة الدول العربية لدى هيئة الأمم المتحدة في نيويورك (1975 ـ 1979). وهو عضو مجلس الأمناء في جامعة العلوم الإسلامية والاجتماعية ببليسبرغ، بولاية فرجينيا في الولايات المتحدة الاميركية.
صدرت له عشرات الدراسات والمقالات عن إسرائيل والحركة الصهيونية ويعتبر واحدًا من أبرز المؤرخين العالميين المتخصصين في الحركة الصهيوينة.

## نشاطه السياسي
انتمى المسيري الي اليسار المصري وتحديداً للحزب الشيوعي، وفي 2004 انضم المسيري لحزب الوسط الإسلامي ليصبح من أوائل المؤسسين وقبل وفاته شغل منصب المنسق العام لحركة كفاية، التي تأسست في نهاية 2004 للمطالبة بإصلاح ديمقراطي في مصر، ونظمت سلسلةً مظاهراتٍ احتجاجاً على إعادة انتخاب الرئيس المصري حسني مبارك لولاية خامسة في 2005، وقد تعرض للاعتقال من قبل السلطات المصرية أكثر من مرة 
في يناير 2007 تولى منصب المنسقِ العام للحركة المصرية من أجل التغيير (كفاية) وهي الحركة التي عارضت في تلك الفترة حكم الرئيس محمد حسني مبارك وسعت لإسقاطه من الحكم بالطرق السلمية ومعارضة تولي ابنه جمال مبارك منصب رئيس الجمهورية من بعده.

## السيرة الذاتية
- ليسانس آداب- أدب إنجليزي- جامعة الإسكندرية (1959 م).
- ماچستير في الأدب الإنجليزي والمقارن ـ جامعة كولومبيا ـ الولايات المتحدة الأمريكية (1964).
- دكتوراه في الأدب الإنجليزي والأمريكي والمقارن ـ جامعة رتجرز بنيوجيرزيـ الولايات المتحدة الأمريكية (1969).
- رئيس وحدة الفكر الصهيوني وعضو مجلس الخبراء بمركز الدراسات السياسية والاستراتيجية بالأهرام (1970 ـ 1975).
- المستشار الثقافي للوفد الدائم لجامعة الدول العربية لدى هيئة الأمم المتحدة بنيويورك (1975 ـ 1979).
- أستاذ الأدب الإنجليزي والمقارن ـ جامعة عين شمس (1979 ـ 1983)، وجامعة الملك سعود (1983 ـ 1988)، وجامعة الكويت (1988 ـ 1989). وكان يعمل أستاذاً غير متفرغ بجامعة عين شمس (1988 ـ 2008). كما عمل أستاذاً زائراً بالجامعة الإسلامية العالمية (ماليزيا) في كوالا لامبور وبأكاديمية ناصر العسكرية.
- المستشار الأكاديمي للمعهد العالمي للفكر الإسلامي بواشنطن (1992 ـ 2008).
- عضو مجلس الأمناء لجامعة العلوم الإسلامية والاجتماعية في ليسبرج في فيرچينيا بالولايات المتحدة الأمريكية (1993 ـ 2008).
- عضو مجلس الأمناء لجامعة العلوم الإسلامية والاجتماعية -واشنطن- الولايات المتحدة الأمريكية (1997-2008).
- مستشار تحرير عددٍ من الحَوْليات التي تصدر في مصر وماليزيا وإيران وأمريكا وإنجلترا وفرنسا.

## من أقواله
- «اللَّه هو الركيزة الأساسية لكل شيء، الركيزة الأساسية للتواصل بين الناس، لضمان أن الحقيقة حقيقة فإن نُسِي اللَّه ركيزة الكون كلها تنتهي».
- «بغياب اللّه يتحول العالم إلى مادة طبيعية صمَّاء، خاضعة لقوانين الحركة والضَّرورة التي يمكن حصْرها ودراستها والتحكمُ فيها».من كتاب رحلتي الفكرية
- «قطاع اللذة يَعِدُ الإنسان بالفردوس الأرضي الذي سيريحه تمامًا من عِبْء التاريخ والالتزام الخلقي والإحساس بالمسْئولية تجاه الآخرين».
- «النسبية الإسلامية هي أن يؤمن الإنسان بأن هناك مطلقا واحدا هو كلام اللّه، وماعداه فاجتهادات إنسانية نسبية في علاقتها بالمطلق الذي يوجد خارجها». من كتاب رحلتي الفكرية
- ««إنّ الايمان لم يولد داخلي إلا من خلال رحلة طويلة وعميقة، إنه إيمان يستند إلى رحلة عقلية طويلة ولذا فإنه إيمان عقلي لم تدخل فيه عناصر روحية فهو يستند إلى عجز المقولات المادية عن تفسير الإنسان وإلى ضرورة اللجوء إلى مقولات فلسفية أكثر تركيبية»
- ««إن الطبيعة الوظيفية لإسرائيل تعني أن الاستعمار اصطنعها لتُنَفِذ وظيفة معينة فهي مشروع استعماري لا علاقة له باليهودية»»
- ««اليهود ليسوا متآمرين بطبعهم»»

الجملتان من تقرير نشر بوكالة أنباء الشرق الأوسط بعد وفاة المسيري 
- ««كما أن أي إنسان ثوري لا يمكن إلا أن يؤمن بالعقل التوليدي القادر على تجاوز الواقع المادي القائم» (من كتاب رحلتي الفكرية)»
- المثقف.. لابد أن يكون في الشارع" في أحد المقابلات الصحفية
- «إن المطلوب هو حداثة جديدة تتبنى العلم والتكنولوجيا ولا تضرب بالقيم أو بالغائية الإنسانية عرض الحائط، حداثة تحيى العقل ولا تميت القلب، تنمى وجودنا المادى ولا تنكر الأبعاد الروحية لهذا الوجود، تعيش الحاضر دون أن تنكر التراث»[4]

## آراؤه

### المجتمع التراحمي والمجتمع التعاقدي
من أبرز أطروحات المسيري الفكرية ما طرحه حول “المجتمع التراحمي” و“المجتمع التعاقدي” وإسقاطه لهذه الأطروحة على حياته ابتداءً من نشأته في مصر إلى انتقاله إلى أمريكا لإكمال الدراسة.
حيث يوضح أن المجتمع التراحمي باختصار هو المجتمع الذي تقوم علاقاته على التراحم والتعاطف بين أفراده، على النقيض من المجتمع التعاقدي الذي تقوم العلاقات فيه على أساس تعاقدي ومصلحي.
نستطيع أن نرى المجتمع التراحمي في المجتمعات التقليدية، حيث يذكر المسيري مثالاً على ذلك نظام مساعدة العريس “النقطة” في الأفراح المصرية، حيث يُدَسُّ المال في يد العروس (للمساعدة) بحيث لا يراه أحد وفي إطار هذه العملية التبادلية يتم توزيع الثروة بين المجتمع فعطاء الأثرياء يكون عادة أكثر من عطاء الفقراء.
ويذكر مثالاً آخر وهو علاقته مع عامله المصري حينما كان يدرس بالسعودية، فقد كان عامله الذي ينظف منزله كل أسبوع يصر على أن يقول عند لحظة تقاضي الأجر “بلاش يا بيه، خليها عليّ هذه المرة” وهو في واقع الأمر -برأي المسيري- يقول “برغم أنني أعمل خادماً عندك وأدخل معك في علاقة تعاقدية فإننا من الناحية الإنسانية متساويان ولابد أن ندخل في علاقة تراحمة تتجاوز عمليات التبادل الاقتصادية (خدمات مقابل نقود). ولهذا فلا داعي لأن تدفع لي هذه المرة”. ولذا يقوم المسيري بإخباره -عمداً- عن عدم وجود نقود وتأجيل دفع الأجرة للأسبوع التالي، لإعطاء العامل فرصة أن يكون دائناً، لكي يتم تحقيق التساوي الإنساني التراحمي.
وحتى “فض غلاف الهدية” يمكن أن يوضح مفهوم “التراحم” و“التعاقد” ففي مصر كما يقول المسيري، حينما يحصل الإنسان على هدية، فإنه لا يفضّ غلافها، فهي قيمة إنسانية بذاتها ولا يهم محتواها، لكن في أمريكا أشاروا له بضرورة فض غلاف الهدية وإظهار الإعجاب بها مباشرة أمام المُهدي، وهذا في نظر المسيري يجعل الهدية تتحول من قيمة إنسانية بذاتها إلى ثمن محدد (كم) أي من إطار تراحمي إلى إطار تعاقدي، ففي المجتمع التعاقدي، ثمنها وكميتها وقدرها كلها عوامل مؤثرة في قيمة الهدية، عكس ما يحصل في المجتمع التراحمي حيث لا يوجد إلا القيمة الإنسانية للهدية كهدية. وليست كمحتوى وكمية وثمن.

### الحلولية
الخيط الذي يمكن أن يجمع بين نظريات المسيري الفلسفية هي إيمانه بأن الإنسان ظاهرة مركبة ومعقدة لا يمكن أن تُرَد إلى مستوى الطبيعة/المادة الأدنى والبسيط، فالطبيعة/المادة يمكن أن نفهمها في شكل نظريات وقوانين رياضية (قوانين الفيزياء والكيمياء والعلوم المختلفة). أما الإنسان فلا يمكن أن يفهم في هذه المعادلات والقوانين المادية. لأنه نظام مركب ومعقد.
يذكر المسيري بداية ما يسميه ب”النزعة الجنينية” و”النزعة الربانية”. فالنزعة الجينينية هي نزعة لرفض كل الحدود وإزالة المسافة التي تفصل بين الثنائيات عموماً (الخالق والمخلوق، الطبيعة والإنسان) لكي تصبح شيئاً واحداً، ولكي يصبح الإنسان بعدها كائناً لا حدود له. ولكن حينما تتحقق هذه النزعة يدرك الإنسان أنه ما زال جزءً من كلٍ أكبر منه يحتويه ويشمله ويخضع لقوانينه، وهذه الرغبة في إزالة الحدود والتحكم الكامل هي رغبة في التخلص من تركيبة الذات الإنسانية ومن عبء الوعي الإنساني، أي بمعنى أسهل محاولة للهروب من الواقع ومن التحديات ومن الخير والشر والنجاح والفشل والنهوض والسقوط، هروب كُلي إلى عالم بسيط أحادي يلغي الثنائيات، ألا وهو عالم (الطبيعة/المادة) الأدنى من مستوى الإنسان.
هذا العالم الذي تصب فيه النزعة الجنينية (وتهدف للوصول إليه) هو عالم سائل بسيط أملس يشبه الرحم حيث كان الجنين يعيش بلا حدود أو قيود، لا يفصله فاصل مادي أو معنوي عن رحم أمه ولا توجد مسافة أو حيز يفصلان بينهما. مع أنه لا يملك حرية مستقلة ولا إرادة في عالمه البسيط الضيق هذا. وفي مقابل هذه النزعة الجنينية نجد النزعة الربانية وهي نزعة نحو تجاوز عالم الطبيعة/المادة، نزعة نحو إقامة الثنائيات وفصل المسافات بين (الخالق والمخلق، الإنسان والطبيعة، …) مما يعني أن الإنسان حين ينفصل عن الكل وعن الطبيعة وعن الخالق يصبح كائناً حراً مسئولاً يقبل الحدود وعبء الوعي وتأكيد الهوية الإنسانية، يعيش داخل الزمان مثل الكائنات الطبيعية ولكنه يدرك أنه مختلف عنها، فهو مستخلف من الله تعالى. فالفرق بين النزعة الجنينية والنزعة الربانية هو الفرق بين المادي والإنساني، وجاذبية النزعة الجنينية عالية مقارنة بجاذبية الربانية، فالأولى تعمل مع قانون الجاذبية والثانية تعمل ضده.
هذه النزعة الجنينية تعبر عن نفسها من خلال مبدأ “الحلول” الذي يقول بأن العالم كلّ واحد متماسك ولا يعرف الثغرات ولا الثنائيات، خاضع لقوانين واحدة كامنة فيه. وعلى هذا فكل مافي الكون (إله، إنسان، طبيعة)  مكون من جوهر واحد (سنتعرض لهذا الجوهر بعد قليل).
فالمبدأ الواحد (الجوهر) المنظم للكون كامن فيه، وليس منفصل عنه. وبناءً على هذا الأساس، وبما أن الكون مكون من جوهر واحد، فهذا المذهب ينكر الحيّز الإنساني المستقل عن الطبيعة وعن الخالق، فكلهم أساساً كتلة واحدة وجوهر واحد ولا يوجد بينهما أي مسافات أو ثنائيات، وفي إطار هذا المبدأ سيتم رد كل الظواهر مهما بلغ تنوعها إلى مبدأ واحد كامن (الجوهر). ومن هنا تحصل تسوية الإنسان بالكائنات الطبيعية.
وبعد ذلك يتعرض المسيري إلى صيغتين من الحلولية لتعريف الجوهر، مختلفتين ظاهرياً، وهما في واقع الأمر صفة واحدة:
1. في المنظومات الحلولية الروحية يسمى المبدأ الواحد -أو الجوهر- ب “الإله”، ولكنه ليس الإله الذي نعتقده، فهو إله يحلّ في مخلوقاته ويذوب فيها، بحيث لا يصبح له وجود مستقل ومنفصل بذاته، فلا يبقى من الإله إلا اسمه، فهو ممتزج بالطبيعة لا يمكنه الحديث إلا من خلالها ويمكنها الحديث باسمه، ولهذا يمكن الحديث بلغة روحية عن عالم المادة ولغة مادية عن عالم الروح بدون أية مشكلات، فهو عالم واحد وجوهر واحد.

وهذا الأمر هو إنجاز اسبينوزا وهيجيل في هذا المجال، حيث أن التجربة الجسدية التي يمارسها الشخص (كالجنس مثلاً) يمكن بأن توصف في ظل هذا المفهوم بأنها تجربة روحية، بدون أية اختلافات بينهما لأنهما في عالم واحدي ذو جوهر واحد. فكل الأشياء تسري فيها روح القداسة بنفس الدرجة: الإله، الشجرة، الطفل، الشر،…. الخ. ومن ثم تتساوى الأمور تماماً وتسود الواحدية الروحية التي لا تعرف الثنائيات.
1. في المنظومات الحلولية المادية يتم الاستغناء عن “الإله” ويسمى المبدأ الواحد البديل ب”قوانين الطبيعة” أو “القوانين العلمية” أو “القوانين المادية” أو “الأوامر الكونية” أو “قانون الحركة” أو “حركة التاريخ” أو “الحتمية التاريخية” أو…. الخ هذه التسميات المطلقة. ويحل الخطاب المادي الصرف محل الخطاب الروحي، وتصفّى أي ثنائية ولو اسمية وتسود الواحدية المادية، فكل الأشياء في نهاية الأمر وفي نهاية التحليل الأخير مادية (متساوية). وقوانين الطبيعة/المادة (التي نستخدمها في العلوم الطبيعية والتجريبية) يمكن أن تفسِّر كل الظواهر ونطبقها حتى على الإنسان. فالكل جوهر واحد أساساً.[7]

ويبدو أن الإنسان يعيش في عالم الحواس (عالم النزعة الجنينية المادية) ويجد صعوبة بالغة في الانطلاق نحو التجاوز الرباني (الانتقال إلى النزعة الربانية) ومن هنا يمكننا أن نفهم وجود الأضرحة والأولياء والسحر و… الخ، التي تعبر عن نزوع الإنسان الحلولي الجنيني، والرغبة في إدراك النزعة الربانية من خلال الحواس والمادة.
وفي العموم أي فلسفة مادية تجعل الطبيعة مكتفية بذاتها، أو تجعل الإنسان مكتفياً بذاته ولا يستمد معياريته من الخارج لا تحده قيود ولا سدود، هي فلسفة حلولية.

### العلمانية الشاملة
يذكر المسيري أنه لم يتناول في دراساته الحلولية الروحية (أو وحدة الوجود الروحية) بالتفصيل، ولا تلك السمات التي تميزها عن الحلولية المادية، فالأخيرة هي التي تهمه بحسبانها تعني سيادة القانون الطبيعي/ المادي على كل من الإنسان والطبيعة. وفي هذا السياق يذكر المسيري تمييزاً له بين الحلولية الصلبة والحلولية السائلة، فالحلولية الصلبة هي الحلولية المادية في مراحلها الأولى حين يتم تصفية الإنسان باسم الطبيعة (أي مساواته بالطبيعة وإلغاء حقيقة تركيبه المعقد)، ويكون مركز العالم هو الطبيعة/المادة. (وهذه هي مرحلة الحداثة).
ولكن تصبح أشياء عديدة موضع الحلول وليس الطبيعة/المادة فحسب، فتتعدد المراكز، ويغيب بعدها اليقين، لتسيطر النسبية تماماً إذ لا توجد مرجعية منفصلة. فكل شيء سيصبح نسبي ومفكك لا مركز له، ويتحول العالم إلى كيان شامل واحد تتساوى فيه الأطراف بالمركز والقمة بالقاع والذكر بالأنثى ووو…، ويأخذ شكلاً مسطحاً تقف فيه جميع الكائنات الإنسانية والطبيعية على نفس السطح وتلغى فيه كل الثنائيات، فالخالق كالمخلوق، والطبيعة كالخالق، والطبيعة كالإنسان، وهكذا. وبهذا التسطيح ينفصل (الدال) عن (المدلول) فتصبح كلمة مثل “إنسان” إما بدون دلالة (معنى)، أو متعددة الدلالات، وهذا هو التفكيك الكامل.
وهذا هو أيضاً الانتقال من عالم التحديث والحداثة و (الامبريالية) والحلولية المادية الصلبة إلى عصر ما بعد الحداثة والحلولية المادية السائلة.
وهذا هو ذاته ما يسميه المسيري ب (العلمانية الشاملة) التي تتميز عن العلمانية الجزئية بأن العلمانية الجزئية تترك مجالاً للقانون الإنساني (الأخلاقي والديني) ومن ثم تسمح بقدر من الثنائية والانفصال بينهما. (العلمانية الجزئية هي التي تعني فصل الدين عن الدولة). ولكنها تلزم الصمت حيال المفاهيم المطلقة والحياة الخاصة والمرجعية النهائية للقرارات السياسية والاقتصادية، وتترك حيزاً واسعاً للقيم الأخلاقية والدينية ما دامت لا تتدخل في عالم السياسية بالمعنى الفني.
وقد تم التوصل لهذا التعريف للعلمانية الجزئية في القرن التاسع عشر بحسبان الدولة كياناً ضعيفاً هزيلاً لا تتبعه أجهزة أمنية وتربوية قوية، ولم يكن هناك إعلام قوي يصل لكل مواطن في منزله. يعني أن الحياة الخاصة ظلت بمنأى عن العلمنة وظلت تحكمها القيم الأخلاقية والدينية. ومن هنا فالمسيري لا يرى غضاضة في تقبل العلمانية الجزئية بمعنى (فصل الدين عن السياسة والاقتصاد). إذ لا يمكن تقبل مشايخ أو قساوسة أو أساتذة أدب يناقشون طرق تحسين التصدير ونوع السلاح الذي يستخدم، فهذه الأمور يجب أن تترك للفنيين. لكن المرجعية النهائية (الاستراتيجية والمعرفية والأخلاقية) للدولة هي أمور لا يمكن أن تترك للفنيين. ومن هنا يمكن الحديث عن العلمانية الشاملة ومنشأها.
فقد حدثت تطورات ضخمة غيرت الصورة تماماً، إذ تغوّلت (تمددت) الدولة وحولت نفسها ومصلحتها إلى مرجعية نهائية تلغي كل المرجعيات الأخرى، وهي دولة قوية ذراعها طويلة تصل لكل المواطنين من خلال المؤسسات الإعلامية والتربوية. ولم تعد الحياة الخاصة بمنأى عن هذا (كما كان في السابق) فاتسعت رقعة الحياة العامة على حساب الحياة الخاصة. علاوة على هذا، فقد حصلت تحولات “بنيوية” كبرى، كالتصنيع والهجرة إلى المدينة، في ظاهرها لا علاقة لها بالعلمنة، لكنها قامت في الواقع بتغيير رؤية الإنسان وإشاعة النسبية والحيادية والانفصال عن القيمة، لكل هذا لم يعد للتعريف القديم الجزئي للعلمانية أي علاقة بالواقع الجديد.
لكل هذا قام المسيري بصياغة مصطلح العلمانية الشاملة لوصف المجتمع العلماني بعد التطورات التي حصلت، فهي ايديولوجية كاسحة لا يوجد فيها مجال للإنسان أو للقيم، ومن هنا فهي لا يمكنها التصالح مع الدين أو القيم الثابتة أو الإنسان وتحاول أن تختزل حياة الإنسان في البعد المادي فحسب. ولذلك يمكننا أن نعرّف العلمانية الشاملة -على منهج المسيري- بأنها فصل القيم والغايات الدينية والأخلاقية والإنسانية عن الدولة وعن مرجعيتها النهائية وتطبيق القانون المادي/الطبيعي على كل مناحي الحياة، وتصفية أي ثنائية بحيث يتم تسوية كل الظواهر الإنسانية بالظواهر الطبيعية فتنزع القداسة تماماً عن العالم، ويتحول إلى مادة استعمالية يمكن إدراكها بالحواس الخمس، كما يمكن لمن عنده القوة الكافية لهزيمة الآخرين أن يوظفها لصالحه. ونتيجة لهذا يظهر العلم والتكنولوجيا المنفصلان عن القيمة والغاية.
والعلمانية الشاملة عملية متتابعة (أو متوالية) لها مراحل، تبدأ بعالم الاقتصاد الذي يصبح موضع الحلول (يعني يصبح مرجعية ذاته، مكتفياً بذاته، ليس لديه مرجعية خارجية) يستمد معياريته من نفسه، فتختفي المرجعية الإنسانية العامة، ويستمد كل مجال معياريته من شيئيته، ويتم الحكم عليه من منظور كفاءته في تحقيق أغراضه فتصبح المعايير في المجال الاقتصادي اقتصادية، ثم يستمد كل نشاط شرعيته من مدى نجاحه في تحقيق أهدافه، فتصبح المعايير في المجال السياسي سياسية، وفي المجال العلمي علمية، وفي المجال الجمالي جمالية وهكذا.. ثم تتصاعد هذه العملية إلى أن يصبح العالم بأسره مجالات غير متجانسة، غير مترابطة، متناثرة لايربطها رابط، إذ يصبح لكل مجال مرجعيته النهائية المختلفة عن المجال الآخر ويتزايد تحدُّد النشاطات والوظائف وعدم تشابكها مع النشاطات الأخرى، وهذا يعني ترشيدها وتبسيطها فتصبح عناصر غير شخصية يسهل معالجتها والتعامل معها وإخضاعها لقواعد ذات طابع مادي كمي. وتتغلغل بعدها عمليات العلمنة الشاملة وتنتقل من الحياة العامة إلى الحياة الخاصة، فيتحول الباطن إلى ظاهر، والأسرار إلى ظواهر علمية قابلة للدراسة الموضوعية، وتسود العلاقات التعاقدية الدقيقة محل الصراعات الإنسانية المباشرة. وتسود أخلاقيات السوق والقيم الداروينية في كل مجالات الحياة.
ثم يعرف الإنسان ذاته في ضوء احتياجاته المادية فقط، أي أنه هو ذاته، شأنه شأن النشاطات الطبيعية والاجتماعية، ينفصل عما هو إنساني واجتماعي وتصبح مرجعيته النهائية مادية. فيتختفي الإنسان الرباني ويظهر الإنسان الطبيعي (المادي)، الذي يتحرك داخل الحيز الطبيعي/المادي لا يبرحه، ويحكم على نفسه وعلى العالم بمعايير مستقاة من عالم الطبيعة/المادة، أي أن المنظومة العلمانية تبدأ بسحب الأشياء من عالم الإنسان وتضعها في عالم مستقل تسميه (عالم الأشياء) ثم بعد ذلك تسحب الإنسان نفسه من عالم الإنسان وتضعه في عالم الأشياء هذا.
ويمكننا توضيح هذا التعريف بمثال ذكره المسيري، ففي عالم الرياضة على سبيل المثال نرى بوضوح كيف أن ممارسة الرياضة في الماضي كان المفروض فيها تهذيب الجسد وتدريب الناس على التعاون وعلى الصراع الرقيق لتفريغ نزعاتهم العدوانية من خلال قنوات متحضرة، لكن تدريجياً تنفصل الرياضة عن كل هذه القيم لتصبح مرجعية بذاتها، وتصبح معايير الرياضة رياضية، ويصبح إحراز النصر هو الهدف الأعلى والأسفل والوحيد، ونسمع بعد ذلك عن تفرغ اللاعبين تماماً للرياضة، واحترافهم وبيعهم وشراؤهم وتحولهم إلى نجوم تستخدم في الإعلانات فاقتصاديات السوق تقتحم هذا القطاع تماماً، ونسمع بعد ذلك عن عدد كبير من الرياضيين يستخدم المخدرات لتحقيق النصر، فأين هذا من قيم التعاون والصراع الرقيق والمرجعية الإنسانية؟ 
العلمانية الشاملة كما أسلفنا تحول العالم إلى مادة استعمالية وهي -كما يقول المسيري- تمثل بهذا المعنى الوجه الآخر للامبريالية التي حولت العالم (آسيا وإفريقيا والأمريكتين) إلى مادة استعمالية يوظفها الإنسان الغربي (الأقوى) لصالحه. ويمكن القول بأن العلمانية الشاملة قامت بتنظيم الداخل الأوروبي بشكل صارم، فرشدت الإنسان الغربي وجيشت الجيوش وقامت بغزو العالم غزوة امبريالية شاملة. فالتحديث المنفصل عن القيمة والغاية في الداخل الأوروبي والإمبريالية المنفصلة عن القيمة والغاية في بقية العالم هما وجهان لعملة واحدة.
النقطة الأخيرة في هذا العرض هي أن العلمانية بدأت جزئية في منتصف القرن التاسع عشر ولكن نطاقها يتسع ويستولي على مجالات مختلفة ولكن ظلت الحياة الخاصة بمنأى عن عمليات العلمنة مما نجم عنه أن الإنسان الغربي كان يدير حياته العامة بنموذج العلمانية الشاملة (الأخلاقيات الداروينية وأخلاقيات السوق والمنفعة المادية). ولكنه كان يدير حياته الخاصة بنموذج أخلاقي يعترف بالتراحم وقيم الأسرة والقيم الاخلاقية المسيحية أو الإنسانية، ولعل هذه الازدواجية هي سر نجاح واستمرار المجتمعات الغربية الحديثة واسمي هذه المرحلة بالمرحلة الصلبة، ولكن المسيري يرى ابتداءً من 1965م بدأت تضيق رقعة الحياة الخاصة وبدأ الإعلان يتوجه للفرد مباشرة متجاوزاً كل المؤسسات الوسيطة كالأسرة التي قد تحميه وتنمي فيه مشاعر وأخلاقيات إنسانية لا تتفق مع أخلاقيات السوق، إلى أن انحسرت هيمنة المؤسسات الوسيطة تماماً ويسمي المسيري هذه المرحلة بالمرحلة السائلة.

### الجماعات الوظيفية
يقول المسيري في “رحلتي الفكرية”:
وفي معرض تناوله لأسباب نشوء الجماعات الوظيفية والأمثلة عليها كذلك، يرجع المسيري السبب إلى أن عملية التبادل المحايد في ظل الاعتبارات الأخلاقية أو العاطفية ستكون مرهقة للغاية من الناحية العصبية النفسية، وستؤدي إلى أن يفقد المجتمع إحساسه بقدسيته وطهارته، وإلى تصعيد التنافس داخله وزيادة حرارته. لكل هذا كان المجتمع يكل وظائف معينة تتطلب الحياد والموضوعية مثل التاجر أو المرابي أو جامع الضرائب، يكلها إلى متعاقدين وافدين لكي يتم عزلهم والاستفادة منهم في هذه الوظيفة.
وقد ذكر المسيري مثال “المرتزقة” فهذا العنصر الذي يؤدي وظيفة قتل أعداء سيده الذي يدفع أجره، عليه أن يتسم بالحياد والموضوعية والقسوة، وعليه ألا يمارس تجاههم أي إحساس بحرمتهم وقدسيتهم، حتى يمكن له أن يقتلهم بشكل آلي ومحايد بارد. فإن مارس مع ضحيته بعض الحب أو الكره، وأحس بأنها تقع داخل نطاق المحرم وتتمتع بشيء من القداسة، فإنه لن يقوم بعمله بشكل آلي وهو ما قد يؤدي إلى تدمير جهازه العصبي لأنه يكبح مشاعره باستمرار.
ومن الأمثلة كذلك وظيفة “البغاء” فمهنة كهذه تتطلب قدراً كبيراً من الموضوعية والحياد والانفصال عن المجتمع حتى يتمكن الإنسان من تحويل جسد إنسان آخر إلى آلة أو أداة فحسب. وهذا أمر مستحيل للغاية في إطار الترابط الاجتماعي والألفة والإيمان بقداسة الجماعة التي ينتمي إليها الفرد، فالآلة لابد أن تكون الغريب كما أن البغي إن مارست عواطف الحب والكره أثناء ممارسة وظيفتها فإنها تستهلك تماماً.
من أهم الأمثلة التي يذكرها المسيري كذلك ما حدث للقوات البريطانية في الهند نهاية القرن التاسع عشر، إذ اجتذبت هذه القوات عدداً من البغايا البريطانيات ويبدو أن هذا قد أنقص من هيبة القوات أمام نفسها، كما بدأ بعض الجنود البريطانيين يرتبطون عاطفياً بالبغايا من أبناء جلدتهم، وهو ما أدى إلى حالة من التنافس بين الذكور وزيادة حرارة هذه الجماعة العسكرية، فأخل هذا بالضبط والربط فتم على الفور إرجاع البغايا البريطانيات واستيراد بعض البغايا اليهوديات الروسيات من منطقة الاستيطان في روسيا، وبالتالي تم التخلص من فائض الطاقة الجنسية بطريقة محايدة لا تدخل فيها أي عواطف حب أو كره، وذلك دون الإخلال بالتماسك الداخلي للمجتمع ودون تصعيد التوتر الاجتماعي بين أعضائه.
والأمر نفسه يسري على المشتغلين بمهن متميزة، فالإنسان المتميز يتمتع برهبة غير عادية تحيط به الهالات. والخبرات النادرة التي يمتلكها الإنسان المتميز تجعله يقترب من السحرة والكهنة الذين يقفون على حدود الطبيعة على علاقة بعالم الغيب وما وراء الطبيعة، يحاولون الحصول على المعرفة من خلال هذه العلاقة للسيطرة على الطبيعة. وإن تحوّل المشتغلون بمثل هذه الوظائف إلى مثل يحتذى فإنهم سيولّدون قدراً عالياً من التوتر في المجتمع، الذي يتطلب دورانه اليومي وجود عدد من الناس يدخلون في علاقة تتسم بحد أدنى من التراحم والمساواة. ولذا لابد من عزلهم. والإنسان المتميز (الطبيب-الساحر-الكاهن) إن أصبح إنساناً عاديا مساوياً للآخر فلن يحتفظ بهيبته ولن يتمكن من أداء وظيفته التي تتطلب قدراً من الانفصال عن مجتمع الأغلبية والتعالي عليه.
ويعقب المسيري على ذلك بأنه يمكن القول بأن تركُّز الحياد والدنس والتعاقد في جماعة بشرية هامشية يعني أن بقية أعضاء المجتمع المضيف يمكنهم التمتع بالدفء والتراحم، وأن تركُّز التميز في مجموعة هامشية يعني خفض حدة التوتر الاجتماعي، وأن تركُّز الشَّيْن في مجموعة ثالثة يعني أن المجتمع سيتمتع بطهره الأخلاقي والفعلي المادي.
ومن أهم الأسباب الأخرى لظهور الجماعات الوظيفية الذي يذكرها المسيري، حاجة أعضاء النخبة الحاكمة إلى جماعات بشرية ليست لها قاعدة من القوة (بسبب عزلتها عن الجماهير) يمكن استخدامها (لتنفيذ مخططاتها ولخدمة مصالحها) دون أن تكون لهذه الجماعة المقدرة على المشاركة في السلطة بسبب افتقادها للقاعدة الجماهيرية، وهي لهذا السبب ستلتصق تماماً بالنخبة وستقوم على خدمتها بولاء أعمى، إذ أن بقاءها الجسدي ذاته منوط بمدى رضا النخبة الحاكمة. وعادة ما تكون قوات الحرس الملكي (وأحياناً كل من يعمل داخل البلاط الملكي) من المتعاقدين الغرباء. بل ويُلاحظ أن النخبة الحاكمة قد تستجلب جماعة وظيفية لضرب طبقة صاعدة. ففي بولندا، لاحظَت النخبة الحاكمة الإقطاعية (شلاختا) أن ظهور بورجوازية محلية قد يهدد سلطتها وقد يسرب كثيراً من فائض القيمة (التي تود أن تحتكره لنفسها) إلى أعضاء هذه الطبقة الجديدة المنافسة، كما أن ضمها لأوكرانيا كان يعني أنها في حاجة إلى وسطاء تجاريين يقومون بإدارة أوضاعهم هناك، فاستجلبت الطبقة الإقطاعية عدداً من التجار الألمان (من بينهم اليهود) ووطنتهم مدن خاصة بهم (الشتتل) وقامت بحمايتهم بالقوة العسكرية البولندية. وقامت هذه الجماعة الوظيفية الجديدة بتنشيط التجارة في إطار خطة النخبة الخاصة بضرب العناصر التجارية المحلية ومنعها من المشاركة في السلطة.

## الأعمال المنشورة بالعربية
- نهاية التاريخ: مقدمة لدراسة بنية الفـكر الصهيوني (مركز الدراسات السياسية والإستراتيجية بالأهرام، القـاهرة 1972؛ المؤسسة العربية للدراسات والنشر، بيروت 1979). في عام 1972 جاء هذا الكتاب قبل 28 عاما من تأليف المفكر الأميركي فرانسيس فوكوياما لكتاب يحمل نفس العنوان. لكن الفرق بين النظرتين أن رؤية فوكوياما تعتبر أن نهاية التاريخ تعني انتصار الولايات المتحدة على الاتحاد السوفياتي، بينما يرى المسيري أن نهاية التاريخ فاشية اخترعتها الدول الغربية للسيطرة على العالم.
- موسوعة المفاهيم والمصطلحات الصهيونية: رؤية نقدية (مركز الدراسات السياسية والإستراتيجية بالأهرام، القـاهرة 1975).
- العنصرية الصهيونية (سلسلة الموسوعة الصغيرة، بغداد 1975).
- اليهودية والصهيونية وإسرائيل : دراسة في انتشار وانحسار الرؤية الصهيونية للواقع (المؤسسة العربية للدراسات والنشر، بيروت 1975).
- مختارات من الشعر الرومانتيكي الإنجليزي: النصوص الأساسية وبعض الدراسات التاريخية والنقدية (المؤسسة العربية للدراسات والنشر، بيروت 1979).
- الفردوس الأرضي: دراسات وانطباعات عن الحضارة الأمريكية (المؤسسة العربية للدراسات والنشر، بيروت 1979).
- الأيديولوجية الصهيونية: دراسة حالة في علم اجتماع المعرفة، المجلس الوطني للثقافة والفنون والآداب، الكويت عالم المعرفة، القسم الأول - ديسمبر [19]، القسم الثاني - يناير 1983.[20]
- الغرب والعالم: تأليف كيفين رايلي (ترجمة بالاشتراك) (جزءان، المجلس الوطني للثقافة والفنون والآداب، عالم المعرفة، الكويت 1985).[21]
- الانتفاضة الفلسطينية والأزمة الصهيونية: دراسة في الإدراك والكرامة (منظمة التحرير الفلسطينية، تونس 1987؛ المطبعة الفنية، القاهرة 1988؛ الهيئة العامة للكتاب، القاهرة 2000).
- افتتاحيات الهادئ: تأليف ستيفن سوندايم وجون ويدمان (ترجمة بالاشتراك) (وزارة الإعلام، سلسلة المسرح العالمي، الكويت 1988).
- الاستعمار الصهيوني وتطبيع الشخصية اليهودية: دراسات في بعض المفاهيم الصهيونية والممارسات الإسرائيلية (مؤسسة الأبحاث العربية، بيروت 1990).
- هجرة اليهود السوفييت: منهج في الرصد وتحليل المعلومات (دار الهلال، كتاب الهلال، القاهرة 1990).
- الأميرة والشاعر: قصة للأطفال (الفتى العربي، القاهرة 1993).
- الجمعيات السرية في العالم: (دار الهلال، كتاب الهلال، القاهرة 1993).
- إشكالية التحيز: رؤية معرفية ودعوة للاجتهاد (تأليف وتحرير) (جزءان، المعهد العالمي للفكر الإسلامي، القاهرة 1993؛ جزءان، واشنطن 1996؛ سبعة أجزاء؛ القاهرة 1998).
- أسرار العقل الصهيوني: (دار الحسام، القاهرة 1996).
- الصهيونية والنازية ونهاية التاريخ: رؤية حضارية جديدة (دار الشروق، القاهرة 1997 ـ 1998 ـ 2001).
- من هو اليهودي؟ (دار الشروق، القاهرة 1997 ـ 2001).
- موسوعة تاريخ الصهيونية (ثلاثة أجزاء، دار الحسام، القاهرة 1997).
- اليهود في عقل هؤلاء (دار المعارف، سلسلة اقرأ، القاهرة 1998).
- اليد الخفية: دراسة في الحركات اليهودية الهدامة والسرية (دار الشروق، القاهرة 1998؛ الهيئة العامة للكتاب، القاهرة 2000؛ دار الشروق 2001).
- موسوعة اليهود واليهودية والصهيونية : نموذج تفسيري جديد (ثمانية مجلدات، دار الشروق، القاهرة 1999).
- فكر حركة الاستنارة وتناقضاته (دار نهضة مصر، القاهرة 1999).
- قضية المرأة بين التحرر والتمركز حول الأنثى (دار نهضة مصر، القاهرة 1999).
- نور والذئب الشهير بالمكار، (قصة للأطفال) (دار الشروق، القاهرة 1999).
- سندريلا وزينب هانم خاتون، (قصة للأطفال) (دار الشروق، القاهرة 1999).
- رحلة إلى جزيرة الدويشة، (قصة للأطفال) (دار الشروق، القاهرة 2000).
- معركة كبيرة صغيرة، (قصة للأطفال) (دار الشروق، القاهرة 2000).
- سر اختفاء الذئب الشهير بالمحتار، (قصة للأطفال) (دار الشروق، القاهرة 2000).
- العلمانية تحت المجهر، بالاشتراك مع الدكتور عزيز العظمة (دار الفكر، دمشق 2000).
- رحلتي الفكرية في البذور والجذور والثمار: سيرة غير ذاتية غير موضوعية (الهيئة العامة لقصور الثقافة، القاهرة 2001).
- الأكاذيب الصهيونية من بداية الاستيطان حتى انتفاضة الأقصى، (دار المعارف، سلسلة اقرأ، القاهرة 2001).
- الصهيونية والعنف من بداية الاستيطان إلى انتفاضة الأقصى، (دار الشروق، القاهرة 2001).
- فلسطينيةً كانت ولم تَزَلِ: الموضوعات الكامنة المتواترة في شعر المقاومة الفلسطيني (نشر خاص، القاهرة 2001).
- قصة خيالية جداً، (قصة للأطفال) (دار الشروق، القاهرة 2001).
- العالم من منظور غربي، (دار الهلال، كتاب الهلال، القاهرة 2001).
- الجماعات الوظيفية اليهودية: نموذج تفسيري جديد، (دار الشروق، القاهرة 2001).
- ما هي النهاية؟ (قصة للأطفال) - بالاشتراك مع الدكتورة جيهان فاروق (دار الشروق، القاهرة 2001).
- قصص سريعة جداً (قصة للأطفال) (دار الشروق، القاهرة 2001).
- من الانتفاضة إلي حرب التحرير الفلسطينية: أثر الانتفاضة على الكيان الإسرائيلي (عدة طبعات: القاهرة ـ دمشق ـ برلين ـ نيويورك ـ نشر إلكتروني، 2002 م).
- أغنيات إلى الأشياء الجميلة (ديوان شعر للأطفال) (دار الشروق، القاهرة 2002).
- انهيار إسرائيل من الداخل، (دار المعارف، القاهرة 2002).
- الإنسان والحضارة والنماذج المركبة: دراسات نظرية وتطبيقية (دار الهلال، كتاب الهلال، القاهرة 2002).
- مقدمة لدراسة الصراع العربي ـ الإسرائيلي: جذوره ومساره ومستقبله (دار الفكر، دمشق 2002).
- الفلسفة المادية وتفكيك الإنسان، (دار الفكر، دمشق 2002).
- اللغة والمجاز: بين التوحيد ووحدة الوجود، (دار الشروق، القاهرة 2002).
- العلمانية الجزئية والعلمانية الشاملة، (جزءان، دار الشروق، القاهرة 2002).
- أغاني الخبرة والحيرة والبراءة: سيرة شعرية، شبه ذاتية شبه موضوعية (دار الشروق، القاهرة 2003).
- الحداثة وما بعد الحداثة، بالاشتراك مع الدكتور فتحي التريكي، (دار الفكر، دمشق 2003).
- البروتوكولات واليهودية والصهيونية، دار الشروق، القاهرة، 2003.
- الموسوعة الموجزة، (مجلدان، دار الشروق، القاهرة 2003).

## الأعمال المنشورة باللغة الإنجليزية
- A Lover from Palestine and Other Poems (Palestine Information Office, Washington D.C., 1972
- Israel and South Africa: The Progression of a Relationship (North American, New Brunswick, N.J., 1976;
- Second Edition 1977; Third Edition, 1980; Arabic Translation, 1980).
- The Land of Promise: A Critique of Political Zionism (North American, New Brunswick, N.J., 1977(.
- Three Studies in English Literature: (North American, New Brunswick, N.J., 1979(.
- The Palestinian Wedding: A Bilingual Anthology of Contemporary Palestinian Resistance Poetry (Three Continents Press, Washington D.C., 1983).

A Land of Stone and Thyme: Palestinian Short Stories (Co-editor) (Quartet, London, 1996).

## الأعمال المترجمة
- صهيونيسم: ترجمة لواء رودباري، ترجمة إلى الفارسية لكتاب موسوعة تاريخ الصهيونية (طهران، مؤسسة جاب وانتشارات، جمهورية إيران الإسلامية، 1994).
- Israel-Africa Do Sul: A Marcha Deum Relacionamento ترجمة إلى اللغة البرتغالية لكتاب إسرائيل وجنوب أفريقيا: تطور العلاقة بينهما (ريو دي جانيرو، البرازيل، 1978).
- Daha kapsamli ve aciklazici bir sekularizm paradigmasina dogru: Modernite, ickinlik ve cozulme iliskisi uzerine bir calisma ترجمة إلى اللغة التركية لدراسة طويلة باللغة الإنجليزية بعنوان «نحو نموذج أكثر شمولية وتركيباً للعلمانية»، نُشرت موجزة في كتاب عن العلمانية في الشرق الأوسط Secularism in the Middle East, ed. John Esposito and Azzam al-Tamimi, (Hurst, London, 2000. (استانبول، تركيا، 1997).

وقد تُرجمت العديد من المقالات التي كتبها الدكتور المسيري إلى لغات أخرى مثل الفرنسية والبهاسا.
كما قام مؤخرا مركز الدراسات والبحوث الإنسانية والاجتماعية بوجدة] (المغرب) بترجمة سيرته الفكرية «رحلتي الفكرية في البذور والجذور والثمار» إلى اللغة الفرنسية.

## دراسات عن أعمال المؤلف
- ندوة عن الكتابات الفكرية: (أي التي لا تتناول موضوع الصهيونية) في لندن (12 يناير 1998).
- مجلة الجديد (عمان، ملف خاص، شتاء عام 1998 ـ العدد العشرين).
- ندوة في كلية الاقتصاد والعلوم السياسية جامعة القاهرة عن موسوعة اليهود واليهودية والصهيونية (29 ـ 31 مارس 2000).
- في عالم عبد الوهاب المسيرى كتاب حواري، قام بتحريره د. أحمد عبد الحليم عطية (أستاذ الفلسفة بجامعة القاهرة) حول أعمال المؤلف، اشترك فيه عدة مفكرين من بينهم: محمد حسنين هيكل ـ محمود أمين العالم ـ محمد سيد أحمد ـ جلال أمين (يناير 2004).
- رسالة ماجستير بعنوان: موقف عبد الوهاب المسيري من العلمانية - دراسة تحليلية نقدية- للباحث فيصل الشهراني، من جامعة أم القرى في السعودية
- رسالة ماجستير بعنوان: موقف عبد الوهاب المسيري من الصهيونية - دراسة تحليلية نقدية- للباحث خالد صالح الشمري، من جامعة الإمام محمد بن سعود الإسلامية في السعودية
- رسالة دكتورراة بعنوان: رسم الخريطة المعرفية للحداثة وما بعد الحداثة: دراسة مقارنة لأعمال زيجمونت باومان وعبد الوهاب المسيري. للباحث حجاج علي، جامعة القاهرة، 2008.
- رسالة ماجستير بعنوان: مفهوم الصهيونية عند عبد الوهاب المسيري، دراسة نقدية - موسوعة اليهود واليهودية والصهيونية نموذجا، للباحث عبد اللطيف زكي أبوهاشم - جامعة الأزهر - غزة - فلسطين 2013
- رسالة ماجستير بعنوان؛ بناء منهاجية جديدة لتحليل الظاهرة السياسية عبر العطاء الفكري للمسيري، للباحث عمرو نور الدين - قسم العلوم السياسية - جامعة حلوان - القاهرة 2012

## شهادات تقدير وجوائز محلية ودولية
- شهادة تقدير من رابطة المفكرين الإندونسيين (1994).
- شهادة تقدير من جامعة القدس بفلسطين المحتلة (1995).
- شهادة تقدير من الجامعة الإسلامية العالمية بماليزيا (1996).
- (1996)(بالإنجليزية: International Educators' Hall of Fame).
- شهادة تقدير من نقابة أطباء القاهرة (1997).
- شهادة تقدير من محافظة البحيرة (1998).
- شهادة تقدير من اتحاد الطلبة الإندونسيين (1999).
- شهادة تقدير من كلية الشريعة والقانون، جامعة الإمارات عن موسوعة اليهود واليهودية والصهيونية (1999).
- شهادة تقدير من جريدة آفاق عربية بالقاهرة (1999).
- شهادة تقدير من مؤتمر أدباء البحيرة (1999).
- جائزة سوزان مبارك لأحسن كاتب لأدب الطفل (2000).
- جائزة أحسن كتاب، معرض القاهرة الدولي للكتاب: عن كتاب رحلتي الفكرية (2001).
- شهادة تقدير من منظمة فتح الفلسطينية (2001).
- جائزة سلطان العويس بالإمارات العربية المتحدة عن مجمل الإنتاج الفكري (2002).
- شهادة تقدير من مؤتمر أدباء مصر السابع عشر في الإسكندرية (2002).
- شهادة تقدير من نقابة الأطباء العرب (2003).
- جائزة سوزان مبارك أحسن كاتب لأدب الطفل (2003)
- جائزة أستاذ الجيل من جائزة الشباب العالمية لخدمة العمل الإسلامي الخامسة بمملكة البحرين (2007)

## مقالات في الجرائد والمجلات والحوليات
كتب الدكتور المسيري شتى المقالات باللغتين العربية والإنجليزية: الأهرام ـ الحياة ـ الشرق الأوسط ـ الشعب ـ منبر الشرق ـ الإنسان ـ قراءات سياسية ـ شئون فلسطينية ـ العربي.
New York Times - Journal of Arabic Studies - مجلة الدراسات الفلسطينية - Al-Ahram Weekly, etc.
وفي جرائد ومجلات وحوليات عربية وبريطانية وأمريكية أخرى.

## المحاضرات والمؤتمرات
محاضرات عن اليهود واليهودية والصهيونية وإسرائيل ـ الحضارة الغربية ـ الأدب الإنجليزي ـ الهوية العربية ـ العولمة... إلخ (كل أنحاء العالم). حضر عدة مؤتمرات وكان المتحدث الرئيسي في بعضها.

## وفاته
توفي فجر يوم الخميس 29 جمادى الآخرة 1429 هـ الموافق 3 يوليو/تموز 2008 بمستشفى فلسطين بالقاهرة عن عمر ناهز السبعين عامًا بعد صراع طويل مع مرض السرطان، وشيعت جنازته ظهرا من مسجد رابعة العدوية بمدينة نصر بالقاهرة. وشارك في صلاة الجنازة آلاف المصريين، إضافة إلى عشرات العلماء والمفكرين، وعلى رأسهم الشيخ الدكتور يوسف القرضاوي والمفكر المصري المعروف فهمي هويدي والدكتور محمد سليم العوا والداعية عمرو خالد.
و دفن في مدينه دمنهور.

## لقاءاته علىقناة الجزيرة
- برنامج بلا حدود:
  1. مستقبل إسرائيل وإرهاصات نهايتها، (لقائه الأخير)، 7 مايو 2008 م - الحلقة فيديو علي اليوتيوب على يوتيوب
  2. حرب لبنان وأثرها على المشروع الصهيوني، 9 أغسطس 2006 م
  3. رؤية الإسرائيليين لمستقبل دولتهم، 22 سبتمر 2004 م
  4. أسباب العنف والإرهاب الذي تمارسه إسرائيل، 24 سبتمبر 2003 م
  5. أثر الانتفاضة الفلسطينية على بنية المجتمع الإسرائيلي، 6 فبراير 2002 م
  6. الحركة الصهيونية والصراع العربي الإسرائيلي، 8 نوفمبر 2000 م
  7. الصهيونية العالمية، 3 فبراير 1999 م
- برنامج زيارة خاصة:
  1. عبد الوهاب المسيري.. رحلة في الفكر والأدب ج1، 12 يوليو 2008 م
  2. عبد الوهاب المسيري.. رحلة في الفكر والأدب ج2، 19 يوليو 2008 م